# Tehov (hrad)
Tehov je zaniklý hrad ve stejnojmenné obci u Říčan v okrese Praha-východ. Založen byl nejspíše na konci čtrnáctého století a v polovině šestnáctého století se uvádí jako pustý. Svým charakterem a vazbou na přilehlou vesnici patřil mezi objekty na hranici mezi hradem a tvrzí. Dochovaly se z něj drobné terénní relikty a fragmenty zdiva, které jsou chráněné jako kulturní památka.

## Historie
Tehov patřil ve čtrnáctém století pánům z Říčan, ale za stavitele hradu je považován až bohatý pražský měšťan Reinhard z Mühlhausenu, který vesnici získal okolo roku 1390. První písemná zmínka o hradu pochází až z roku 1407, kdy ho měšťan Kašpar Čotr spolu s několika dalšími vesnicemi vyměnil s klášterem Na Karlově. Ještě předtím je v roce 1399 jako držitel uváděn král Václav IV. Po roce 1420 hrad získal Jan Roháč z Dubé. V roce 1427 je připomínán purkrabí Bolek a v letech 1432 a 1433 Oldřich z Říčan. Císař Zikmund Tehov v roce 1436 zastavil Janu Kamarétovi ze Žirovnice. Po něm se majitelem stal nejspíše roku 1445 Jetřich z Miletínka a roku 1454 Zdeněk Kostka z Postupic. Za něj hrad přestal sloužit jako vrchnostenské sídlo, začal chátrat a roku 1547 se uvádí jako pustý.

## Stavební podoba
Hrad s lichoběžníkovým půdorysem stál v nevýhodné rovinaté poloze. Hradní jádro se nacházelo na částečně uměle nasypaném pahorku, který byl po zániku hradu rozvezen a použit k zasypání okružního příkopu původně širokého dvacet metrů. Jediným patrným pozůstatkem hradu je drobný fragment vyzdívky vnitřní strany příkopu na západní straně, na kterém byla v novověku postavena stodola, a s výjimkou západní strany se dochovala hrana vnější strany příkopu.

## Přístup
Pozůstatky hradu se nachází na nepřístupném pozemku u domu čp. 46.